# U-217
U-217 — средняя немецкая подводная лодка типа VIID времён Второй мировой войны. Заводской номер 649.
Заложена 30 января 1941 года. Введена в строй 31 января 1942 года под командованием обер-лейтенанта Курта Рейхенбаха-Клинке. Входила в 9-ю флотилию до 5 июня 1943 года. Совершила 3 боевых похода, потопила 3 судна (10 651 брт). Потоплена 5 июня 1943 года глубинными бомбами посредине Атлантического океана в координатах 30.18N, 42.50W  с самолётов Avenger авианосца USS Bogue (США), сопровождавшего конвой GUS-7A, вместе с лодкой погибли все 50 человек.

### Волчьи стаи
U-217 входила в состав следующих «волчьих стай»:
- Pirat (30 июля 1942 года — 3 августа 1942 года)
- Trutz (1 июня 1943 года - 5 июня 1943 года)

## Боевой счёт
1. танкер «Esso Concord» (США), повреждён в ночь с 17 на 18 августа 1942 года в гавани Виллемстада (торпеды)
2. парусное судно «Seagull-D» (75 брт) (Англия), потоплено 19 августа 1942 года орудийным огнём
3. транспорт «Etna» (2,619 брт) (Швеция, шёл под флагом Суэца), потоплен 14 декабря 1942 года  (торпеды)
4. транспорт «Rhexenor» (7.957 брт) (Англия), потоплен 3 февраля 1943 года  (торпеды, артиллерия)